# The Archaic Abattoir
Albums de Aborted
Goremageddon: The Saw and the Carnage Done
(2003) Slaughter & Apparatus: A Methodical Overture
(2007)
The Archaic Abattoir est le quatrième album studio du groupe de Brutal death metal belge Aborted. L'album est sorti en 2005 sous le label Listenable Records.
Le titre Dead Wreckoning contient des samples audio provenant du film American Psycho, le titre Threading On Vermillion en contient également, ses samples proviennent cette fois du film Blade.
Les titres Gestated Rabidity et Voracious Haemoglobinic Syndrome étaient présents sur la playlist de leur EP The Haematobic EP, qui a servi de promotion pour cet album.

## Musiciens
- Sven de Caluwé - Chant
- Bart Vergaert - Guitare
- Thijs "Tace" de Cloedt - Guitare
- Frederic "Fre'" Vanmassenhove - Basse
- Gilles Delecroix - Batterie

## Liste des morceaux
1. Dead Wreckoning – 3:41
2. Blood Fixing The Bled – 3:04
3. Gestated Rabidity – 4:04
4. Hecatomb – 2:50
5. The Gangrenous Epitaph – 3:25
6. The Inertia – 3:35
7. A Cold Logistic Slaughter – 2:13
8. Threading On Vermillion Deception – 5:14
9. Voracious Haemoglobinic Syndrome – 4:14
10. Descend To Extirpation – 4:06